# Petite Église
La Petite Église (en idioma francés Pequeña Iglesia) es una escisión de la Iglesia católica surgida en la Francia de 1801 a raíz de la firma del Concordato entre el primer Cónsul Napoleón Bonaparte y el Papa Pío VII.

## Historia
Dicho Concordato suponía la pacificación de la Iglesia Francesa, dividida en tiempos de la Revolución entre curas pro-republicanos y contrarios al nuevo régimen. Pero algunas comunidades lo vieron como una claudicación de la Iglesia frente al Estado y una aceptación de todas las sevicias sufridas durante el periodo revolucionario. Por eso rechazaron la autoridad papal y se han mantenido al margen de Roma desde entonces.
Uno de sus principales propagandistas fue el sacerdote Pierre-Louis Blanchard, cura de la diócesis de Lisieux, que publicó en Londres muchos escritos.

## Características
La principal característica de estas comunidades es la ausencia de sacerdotes, dado que los últimos religiosos anticoncordatales murieron hace ya más de 150 años. En la actualidad se realizan las oraciones en las casas o en pequeñas capillas guiadas por laicos y se siguen utilizando misales de la época de Luis XVI con la liturgia en Latín.
Se estima que el número actual de fieles es de unos 4000, de los cuales 3000 pertenecen a la comunidad del norte de Deux-Sèvres conocida como los Disidentes y el resto a las pequeñas comunidades de los Stévenistes en Bélgica (parte de Francia en el momento del concordato), Blancs en Borgoña y la Petite Église du Lyonnais (Lyon)[cita requerida].